# André Pinto
André Almeida Pinto, más conocido como André Pinto, (Vila Nova de Gaia, 5 de octubre de 1989) es un futbolista portugués que juega de defensa. Actualmente se encuentra sin equipo. Fue internacional con la selección de fútbol de Portugal.

## Selección nacional
André Pinto fue internacional con todas las categorías inferiores de la selección de fútbol de Portugal, antes de debutar con la absoluta el 31 de marzo de 2015 frente a la selección de fútbol de Cabo Verde.

## Clubes
| Club                        | País           | Año       |
| --------------------------- | -------------- | --------- |
| F. C. Oporto                | Portugal       | 2008-2012 |
| Santa Clara (cedido)        | Portugal       | 2008-2009 |
| Vitória Setúbal (cedido)    | Portugal       | 2009-2010 |
| Portimonense S. C. (cedido) | Portugal       | 2010-2011 |
| Olhanense (cedido)          | Portugal       | 2011-2012 |
| Panathinaikos               | Grecia         | 2012-2013 |
| Sporting de Braga           | Portugal       | 2014-2017 |
| Sporting de Lisboa          | Portugal       | 2017-2019 |
| Al-Fateh S. C.              | Arabia Saudita | 2019-2020 |
| S. C. Farense               | Portugal       | 2021      |
| F. C. Dinamo de Bucarest    | Rumania        | 2021-     |

## Palmarés

### Títulos nacionales
| Título                      | Club               | País     | Año  |
| --------------------------- | ------------------ | -------- | ---- |
| Copa de Portugal            | Sporting de Braga  | Portugal | 2016 |
| Copa de la Liga de Portugal | Sporting de Lisboa | Portugal | 2018 |
| Copa de la Liga de Portugal | Sporting de Lisboa | Portugal | 2019 |
| Copa de Portugal            | Sporting de Lisboa | Portugal | 2019 |